# Bande X
Pour les articles homonymes, voir bande.

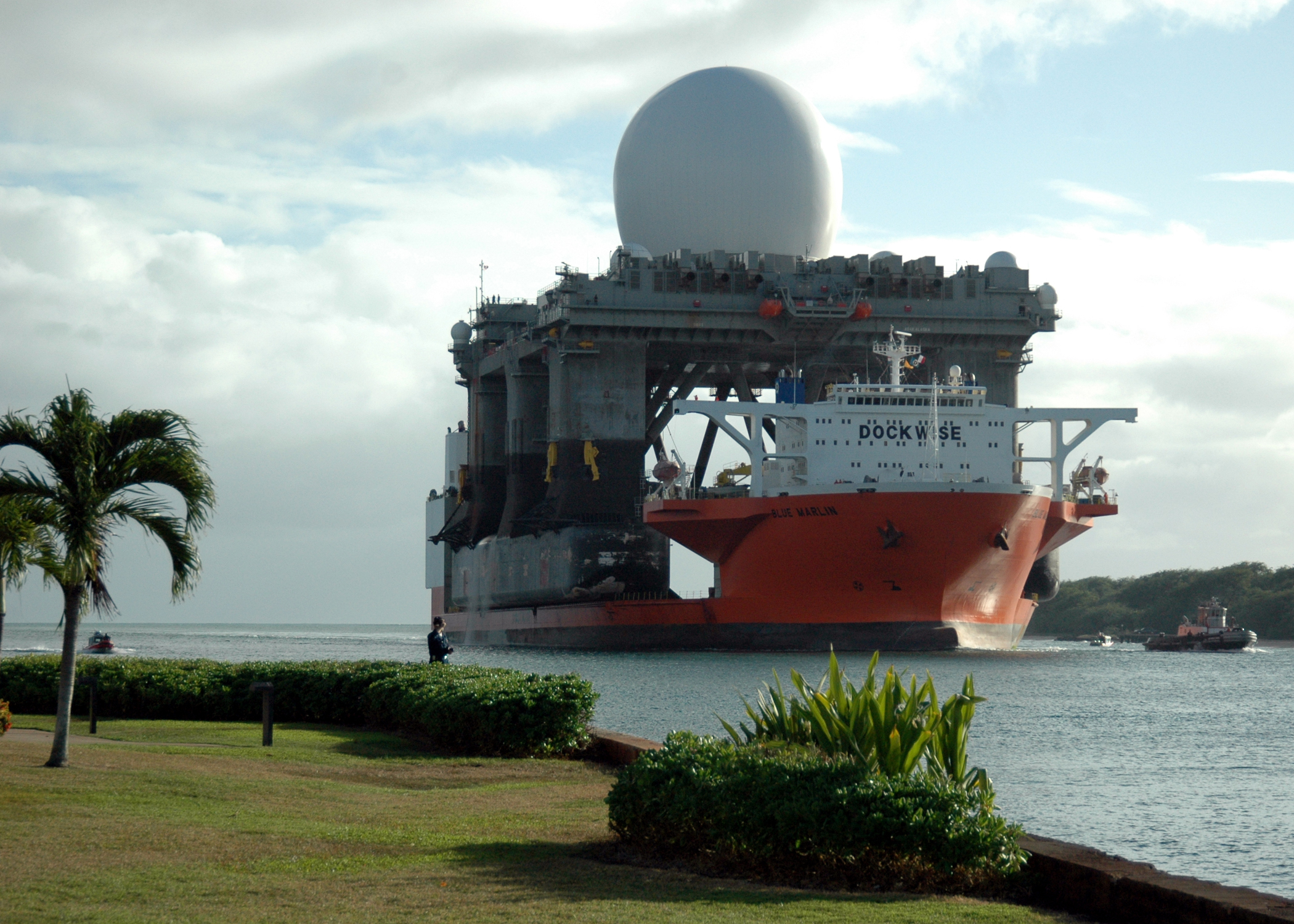
Arrivée en 2006 à Pearl Harbor d'une plate-forme radar à bande X devant être déployée dans l'Océan Pacifique.

La bande X est une plage de fréquences d'onde radio dite 'SHF' (Supra-haute fréquence) située aux alentours de 10 gigahertz, utilisée pour les radars, les télécommunications et la radio.
Elle est attribuée en France principalement à l'armée, mais on la retrouve également dans certains radars météorologiques, où la forte atténuation par les précipitations ne permet de l'utiliser que sur de courtes portées.
Elle est également utilisée dans le domaine spatial, où sa très longue portée dans l'espace est notamment exploitée par la sonde américaine New Horizons.

## Fréquences et affectations en France
La bande X s'étend de 8 à 12 GHz. Selon le Tableau national de répartition des bandes de fréquences (TNRBF) édité par l'Agence nationale française des fréquences (ANFR), les affectataires sont répartis conformément au tableau simplifié disponible sur le site internet de l'ANFR.
On a essentiellement dans cette bande des :
- Faisceaux hertziens terrestres au profit du ministère de la Défense, du ministère de l'Intérieur et des opérateurs de télécommunications (sous l'égide de l'Autorité de régulation des communications électroniques et des postes ;
- systèmes radar au profit de la Direction générale de l'Aviation civile, des ports et navigation maritime et du ministère de la Défense ;
- systèmes de radiolocalisation civils et militaires ;
- radioamateurs (10,00 à 10,50 GHz) ;
- quelques radars météorologiques du réseau ARAMIS au profit de Météo-France ;
- radars météo aéronautiques commerciaux et militaires, ce qui permet d’utiliser de petites antennes ayant quand même une bonne résolution[2] ;
- liaisons spatiales au profit du Centre national d'études spatiales ;
- système de barrières détectrices (protection périmétrique de sites sensibles → RTE, MINDEF..)

## Galerie

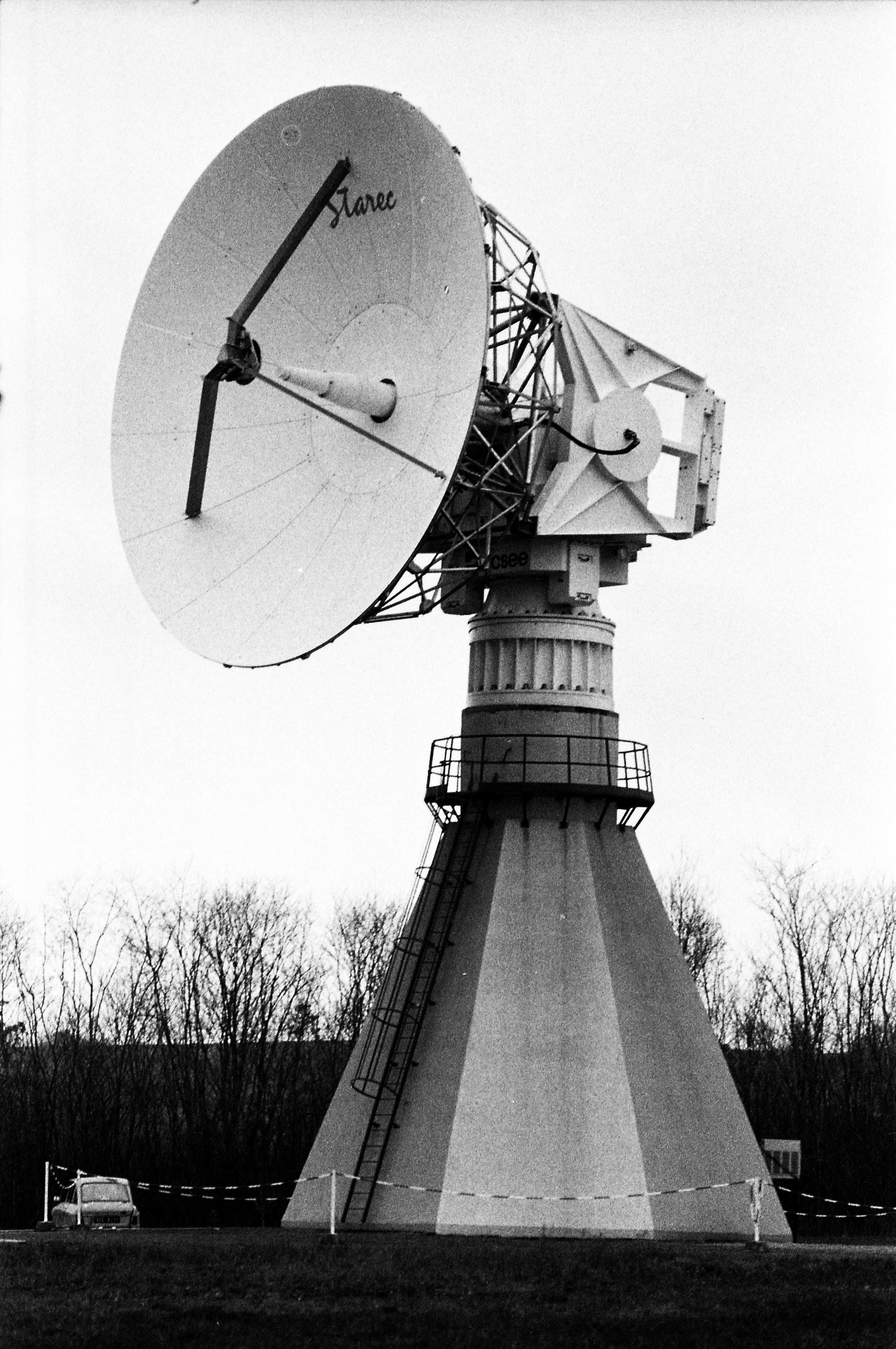
Antenne parabolique 8 GHz au Centre spatial de Toulouse en 1985.
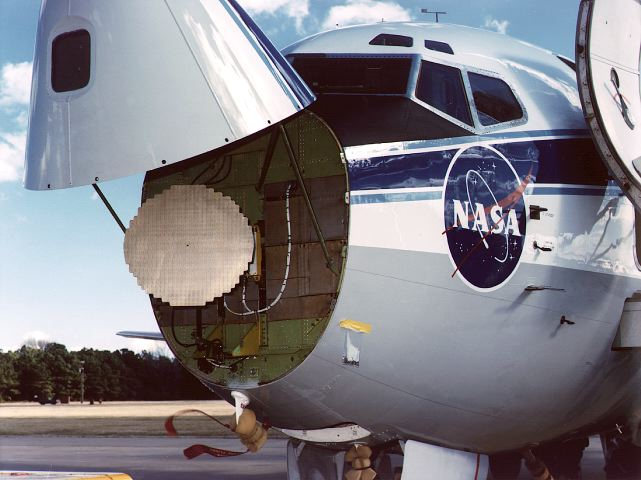
Radar météorologique en bande X dans le nez d’un Boeing 737.
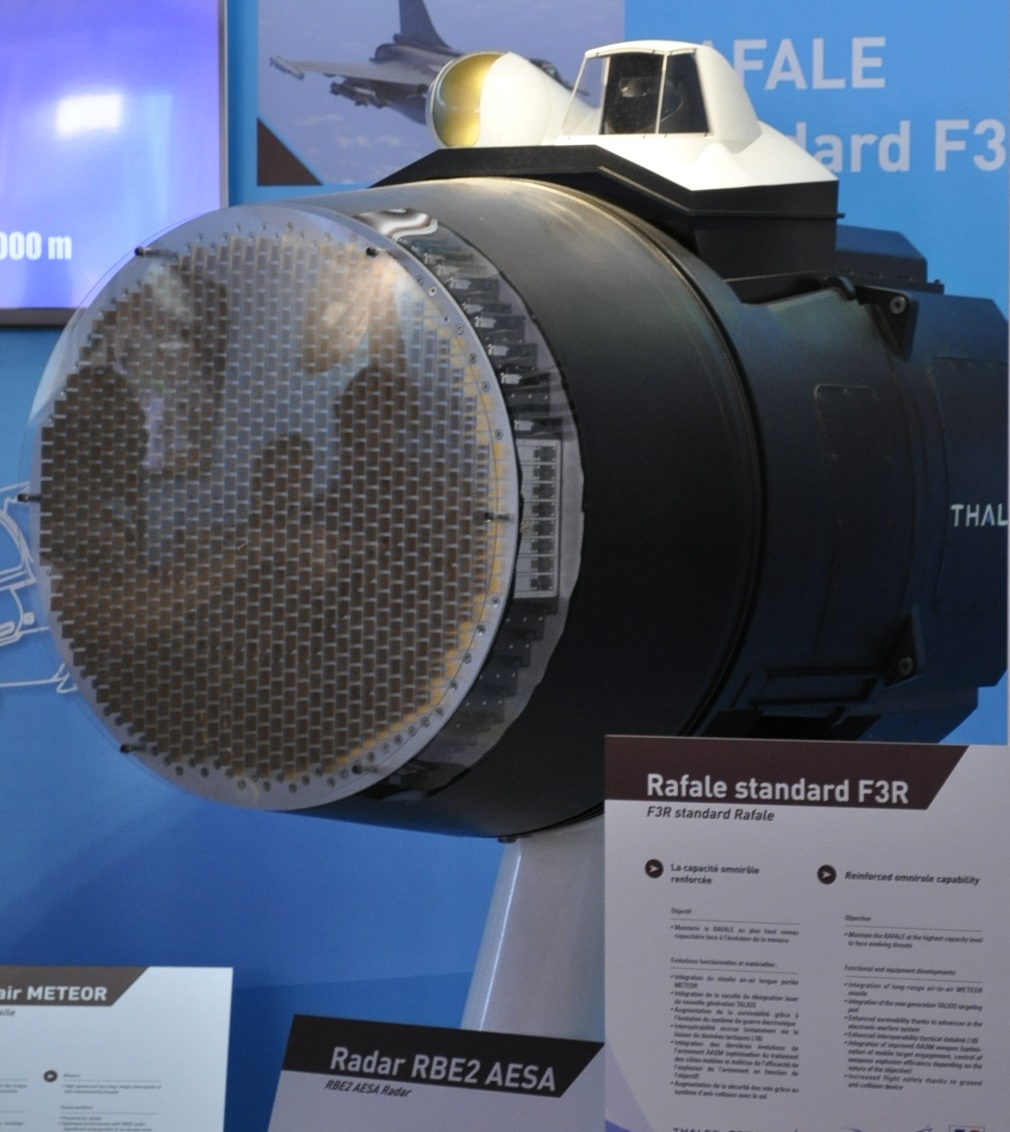
Radar Thales RBE2 AESA du Rafale standard F3R.
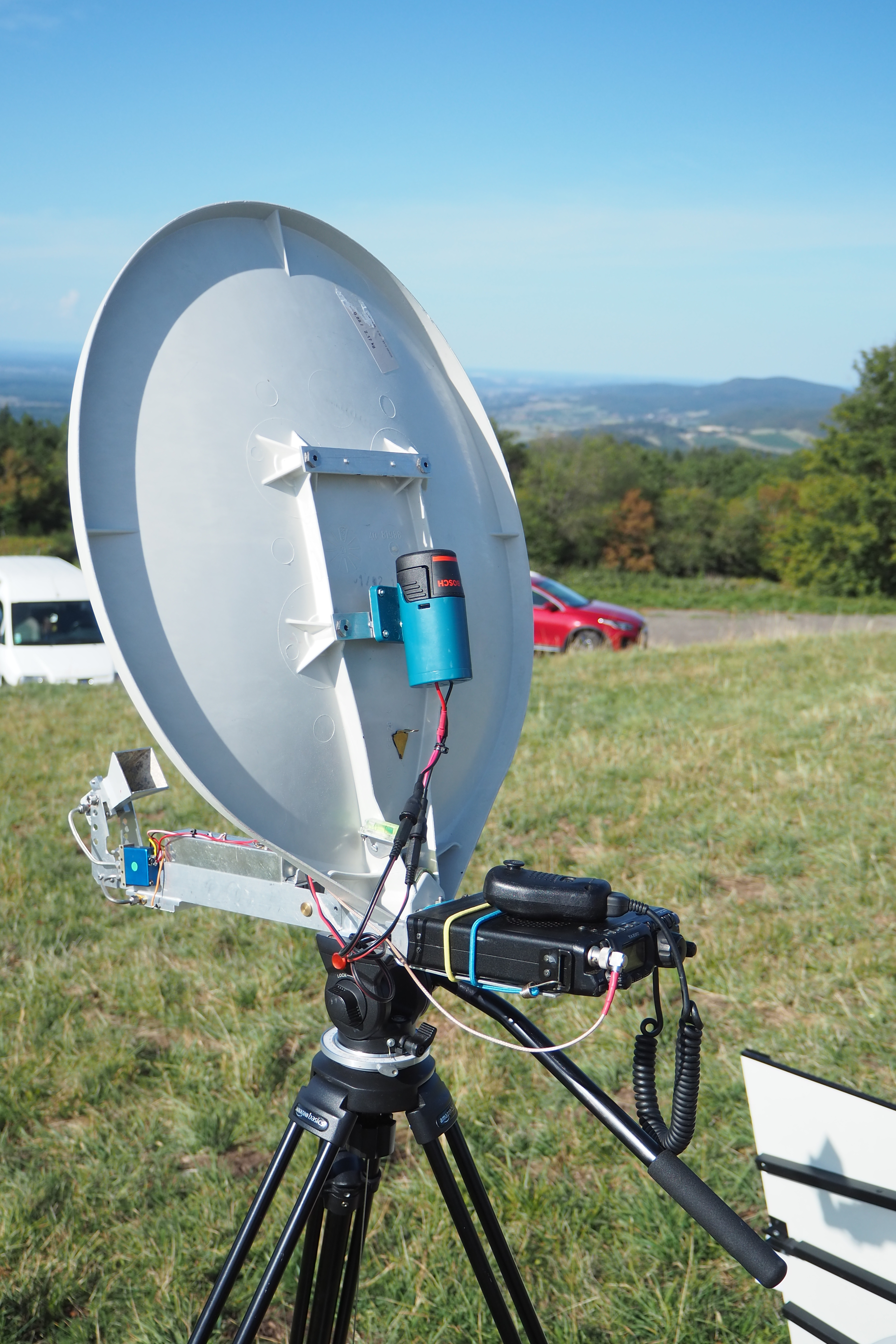
Émetteur 10 GHz (bande X) radioamateur utilisant parabole de 40 cm et transverter de puissance 1W pour liaisons à longue distance.